# Amphibisches Führungsschiff
Bei einem Amphibischen Führungsschiff (NATO-Code LF) handelt es sich um einen speziellen Schiffstyp, der nur in der US Navy zu finden ist. Es wurde als Kommando-Schiff für amphibische Operationen entwickelt und gebaut. Neben der Aufgabe Landungsoperationen vorzubereiten und zu führen, sind die Schiffe in der Lage selbst kleinere Landungsoperationen durchzuführen. Hierzu befinden sich kleinere Landungsschiffe an Bord. Hauptsächlich dient der Schiffstyp, mit Hilfe der umfangreichen Elektronik und Radarausrüstung aber dazu, andere Landungsschiffe und Boote vor und bei Landungsoperationen zu führen und zu unterstützen.
Zurzeit befinden sich zwei Schiffe als „Fleet Flagship“ im operativen Einsatz: Die Mount Whitney bei der 6. Flotte und das Schwesterschiff Blue Ridge bei der 7. Flotte. Der Schiffskörper ähnelt denen der Landungsschiffe der Iwo-Jima-Klasse, die bereits wieder außer Dienst gestellt sind. Erbaut wurden die Schiffe 1967 bis 1971 bei den Werften Newport News Shipbuilding und Philadelphia Naval Shipyard.

## Technische Daten
- Antrieb: Gen. El. Getriebe-Turbine, 2 Foster-Wasserrohrkessel
- Besatzung: 800 + 170
- Bewaffnung: 2 × 2 cm Phalanx, 2 × 2,5 cm, 4 Mg, 3 LCPL, 2 LCVP
- Breite: 25,5 m Wasserlinie/32,9 m Hauptdeck
- Fahrstrecke: 13.000 sm bei 16 kn
- Geschwindigkeit: 20.0 kn
- Länge: 194 m
- Leistung kW: 16.180 auf eine Welle
- Sensoren/Elektronik: Navigationsradar, 3-D-Radar, Suchradar, Artillerie-Feuerkontrolle, elektronische Abwehr, elektronische Datenübertragung, Satcom
- Tiefgang: 8,8 m
- Wasserverdrängung: 16.790 ts/18.400 ts